# Katarina Branković
Katarina Branković (1418. – 1492.) bila je celjska grofica, kći srpskog despota Đurđa Brankovića-Smederevca. Udala se 20. travnja 1434. za celjskog grofa Ulrika II. (1406. – 1456.). S njim je imala troje djece: sinove Hermana (†1451.) i Georga (†1441.) te kćerku Elizabetu (1441. – 1455.). Nakon Ulrikove pogibije u opsadi Beograda 1456. Katarina se odrekla svih svojih posjeda u današnjoj Sloveniji i Hrvatskoj, osim Krškog i pošla na put. Proputovala je Italiju, Krf i Dubrovnik, da bi se na kraju vratila u Makedoniju kod svoje sestre Mare, udovice sultana Murata II. Prije no što je umrla 1492., odrekla se i ostalih imanja u Sloveniji. Sahranjena je u gradu Konče, zapadno od Strumice u današnjoj Makedoniji.
U Zagrebu danas postoji gimnazija koja nosi naziv Srpska pravoslavna opća gimnazija "Kantakuzina Katarina Branković".